# Aslan Abashidze
Aslan Abashidze (em georgiano:  ასლან აბაშიძე)  (nascido em Batumi, 20 de Julho de 1938) foi o líder da República Autônoma da Adjara, no oeste da Geórgia, de 1991 a 5 de maio de 2004. Renunciou sob pressão do governo da Geórgia central e oposição maciça de manifestações durante a Crise na Adjara de 2004 e, desde então, vive em Moscou, Rússia. Em 22 de janeiro de 2007, o tribunal da cidade de Batumi o considerou culpado de utilização abusiva do cargo e desvio de 98,2 milhões de lari de recursos do Estado, e o condenou a uma pena de 15 anos de prisão à revelia. Além disso, enfrenta uma acusação de assassinato de sua ex-deputada, Nodar Imnadze, em 1991.